# Франческо Бартоломео Растреллі
Франческо Бартоломео Растреллі (італ. Francesco Bartolomeo Rastrelli, рос. Варфоломе́й Варфоломеевич Растрелли; 1700, Париж, Французьке королівство — 29 квітня 1771, Петербург, Російська імперія) — російський архітектор італійського походження. Народився й виріс у Парижі, Франція. З 1716 жив і працював у Російській імперії. Представник пізнього бароко, російського рококо. Придворний архітектор (1730), академік російської Імператорської академії мистецтв (1744). Автор палацово-монументальних споруд у Росії (Зимовий палац, Воронцовський палац, Строгановський палац, Смольний собор), Україні (Андріївська церква, Маріїнський палац), Латвії (Рундальський палац, Мітавський палац). Єдиний серед російських архітекторів, що запровадив повноцінні зразки бароко у російську монументальну архітектуру.

## Народження і походження
Батько, Карло Бартоломео Растреллі, походить з Флоренції. Відомий скульптор доби бароко, окрім цього займався архітектурою, дизайном інтер'єрів, плануванням садів регулярного стилю. Точної дати народження сина не збереглося. Ім'я Франческо Бартоломео отримав на честь діда. Перші 16 років життя Франческо провів у Парижі, добре знав французьку. Своє ім'я майже все життя писав як Франсуа. А в кресленнях використовував французький вимір довжини. Він — типовий представник космополітизму XVIII століття (за походженням італієць, вихований у Франції, все життя прожив в Російській імперії, де і похований).
Родина Растреллі отримала домівку на 1-й Береговій вулиці в Петербурзі (нині Шпалєрна).

## Перші твори

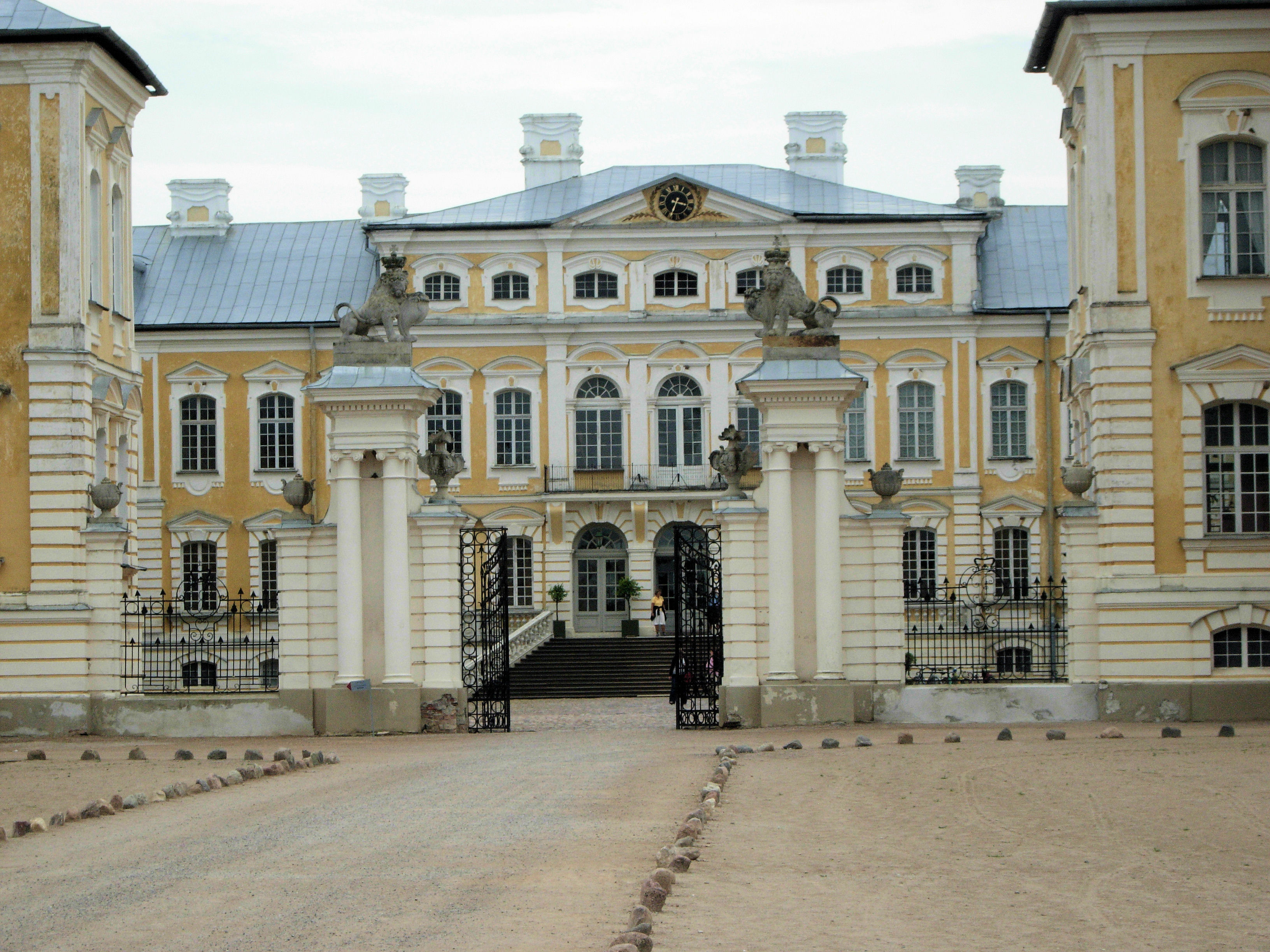
Парадна брама палацу в Рундалє, Латвія

Продовжувати справу батька — син не захотів і скульптором не став. Відчувши поклик до архітектури, опановував будівництво. Відомості про першу будівельну роботу маємо з так званої «Реляції» (переліку робіт архітектора), яку той зробив наприкінці життя, залишившись без замовлень перед від'їздом в Німеччину..
Навчався у батька разом з виконанням різних робіт (оздоби першого Зимового палацу царя Петра І, в подальшому лейб-кампанського дому та ін.) Довго і плідно займався проєктами регулярних парків, павільйонів та невеликих споруд для різних замовників.
Серед перших великих замовлень був палац для "господаря Молдови" Кантеміра в Петербурзі з 1721 р.(палац значно перебудували в 19 ст.) Господар Молдови увійшов під руку російського царя, оселився в Петербурзі разом з родиною та прибічниками і потребував споруди, відповідної власному сану.
Разом з батьком робив модель мавзолею для померлого Петра І в 1725 р.(не здійснено, архітектурна модель втрачена)..

## Анненгоф у Москві

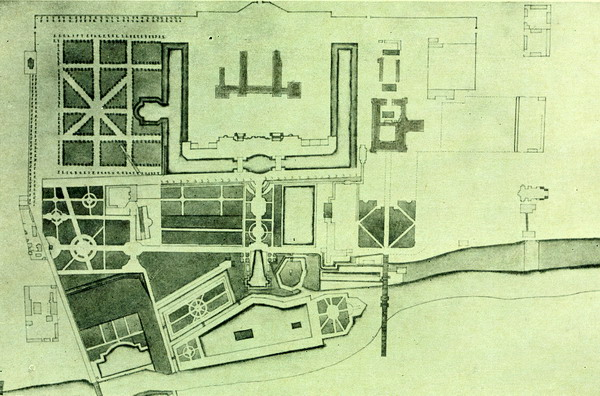
Анненгоф, генеральний план на 1748

З 1730 працював за замовами нової імператриці Анни Іванівни (1730–1740) — палац в Петербурзі, дерев'яний палац Анненгоф в Лефортові (Москва). Молодий архітектор створив справжню резиденцію з пишним палацом і велетенським регулярним парком навпроти Лефортовського палацу. Ще в 1735 створив архітектурну модель Аненгофа з палацом і садом разом із проєктними кресленнями. Виріс ансамбль із парадних та господарських споруд, який був витриманий у стилі бароко і вигідно відрізнявся від хаотичного розпланування невеликих регулярних ділянок навколо Головінського палацу, що колись перейшов до Петра І. Ансамбль в Анненгофі постійно перебудовували під нові потреби.
У 1736 із Кремля сюди перевезли розкатаний на колоди дерев'яний палац.
У 1751–1752 тут прибудували покої для Великих князів Петра та Катерини Олексіївни (майбутньої імператриці Катерини ІІ).
В 1753 палац постраждав від пожежі і його швидко відновили, але знов в дереві (працювали одразу 800 теслярів). Але нова пожежа в 1771 знищила всі дерев'яні палаци (з того року більше не відновлювали). Велетенський регулярний сад за палацами в Анненгофі з часом втратив розпланування без догляду. Наприкінці 18 ст. був перетворений на парк пейзажного типу.
У 1904 сильно пошкоджений під час урагану в Москві.
За часів СРСР більша частина колишньої паркової території забудована.

## Резиденції в Рундале та Мітаві для Бірона
Збудував два величних кам'яних палаци-замки в Курляндії (Рундальський палац, сучасна Латвія, реставрований палац і парк)і в Мітаві, (Мітавський палац, зруйнований у 2-гу світову війну, відновлений без реставрації інтер'єрів, Сільськогосподарська академія Латвії). Замовником палаців був фаворит імператриці Е. І. Бірон. Рундальський палац і циркумференції — належить до перших споруд архітектора, що реставровані і дійшли майже незмінними до ХХІ століття.
|                                      |                                                |                                                 |                                             |
| «Рундале, в'їзна брама» В. Растреллі | «Палац в Рундале, садовий фасад.» В. Растреллі | «Сад Рундальського палацу навесні» В. Растреллі | «Палац у Мітаві (нині Єлгава)» В. Растреллі |

## Родина Растреллі
Мешкав разом з батьком і матір'ю, мав дружину Марію і трьох дітей, одного сина і двох дочок за переписом 1737 року..
Син Растреллі (Йосип Яків) помер в грудні 1737 року від холери. а в січні 1738 померла донька Елеонора

## Замовник— імператриця Єлизавета Петрівна (1741–1761)
Дочка Петра І з підозрою відносилася до всіх, хто обслуговував двір її попередниць. Тому на службу до імператриці Франческо потрапив тільки у 1744. Перебравши всіх архітекторів у Петербурзі, імператриця пересвідчилися, що найкращий — саме Франческо Растреллі. Для архітектора настав зірковий час.
У період 1744–1760 збудує всі свої славнозвісні будови:
- Літній палац (зруйновано, забудовано Інженерним замком)
- дерев'яний Зимовий палац на Невському (зруйнований, міська багатоповерхова забудова)
- кам'яний Зимовий палац (існує, головне приміщення музею Ермітаж)
- Смольний собор і монастир з чотирма церквами і келіями
- палац для канцлера Воронцова М. І. (Воронцовський палац (Санкт-Петербург), збережено, але перебудовано під військове училище)
- Строгановський палац, (існує, філія Державного Російського музею)
- палац в Царському Селі (реставровано, Царське Село (музей-заповідник))
- розширення і перебудова палацу в Петергофі (реставровано після руйнації в 2-гу світову війну)
- добудова і оздоби інтер'єрів Анічкова палацу в Петербурзі.

В провінції Україна тодішньої Російської імперії в місті Києві за проєктами Ф. Б. Растреллі збудовано:
- палац для імператриці Єлизавети (згорів, відновлено в формах необароко в 19 столітті, резиденція Президента незалежної України)
- Андріївська церква (церква Апостола Андрія Першозванного (збережено, м. Київ).

Також в Охтирці Покровський собор (1753–1768) - характерне українське бароко (поєднання блакитного, білого та золотого).
Сам архітектор в Києві не був, будували інші за його кресленнями (Мічурін та ін.).

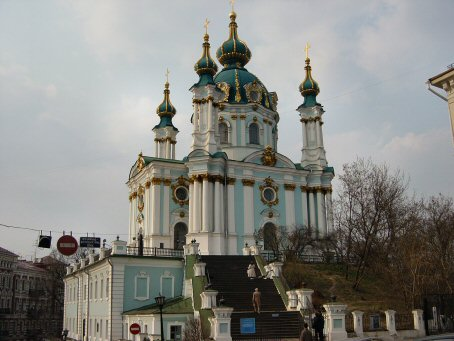
Київ, Андріївська церква
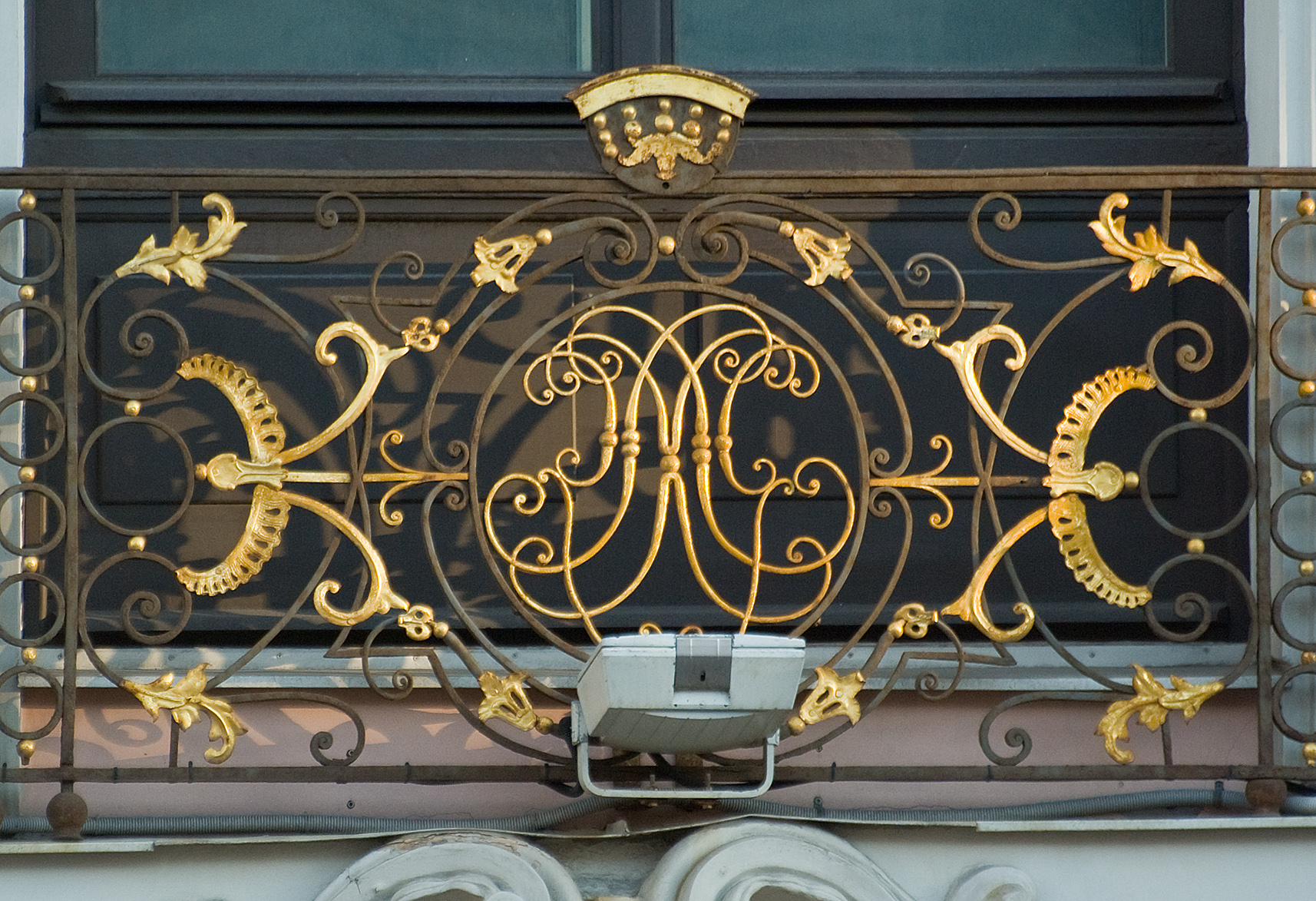
Решітка палацу Строганова
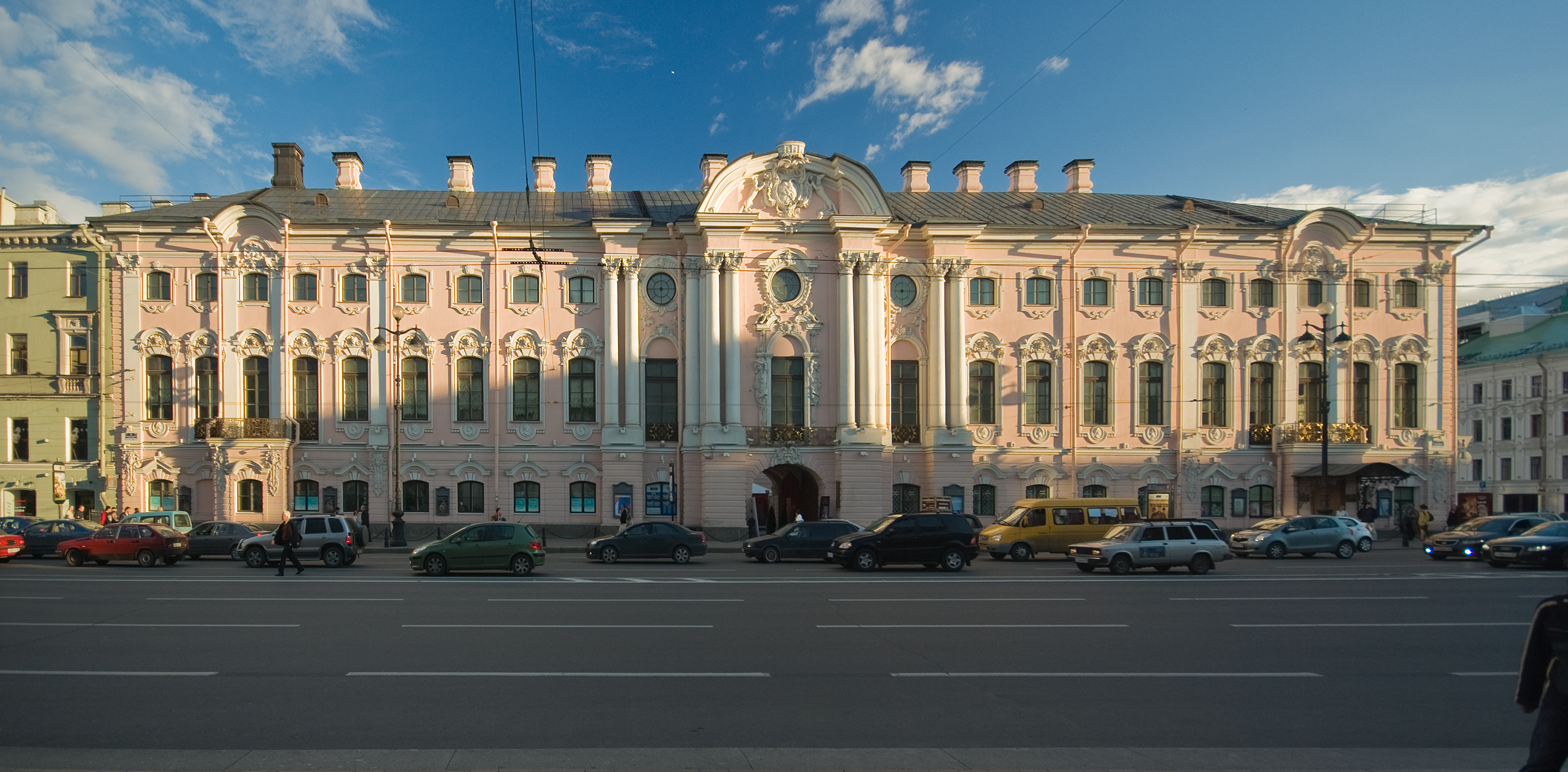
Строгановський палац.
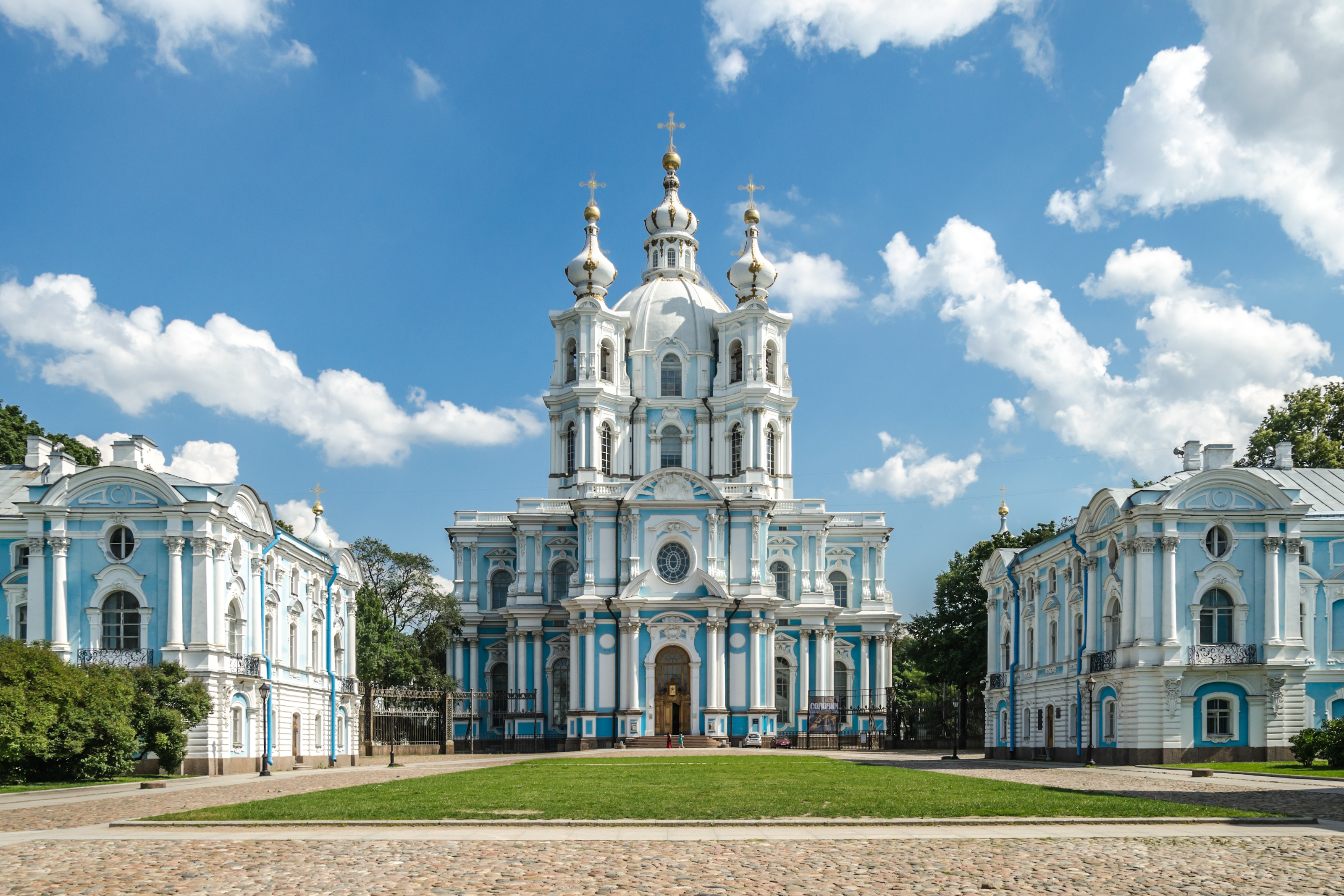
Собор Смольного монастиря
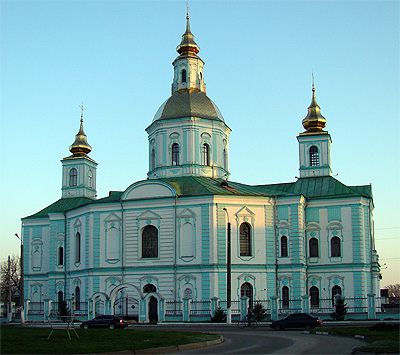
Покровський собор в Охтирці
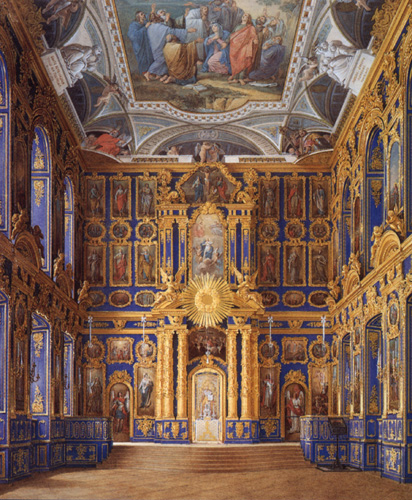
Палацова церква в Царському Селі, вівтар
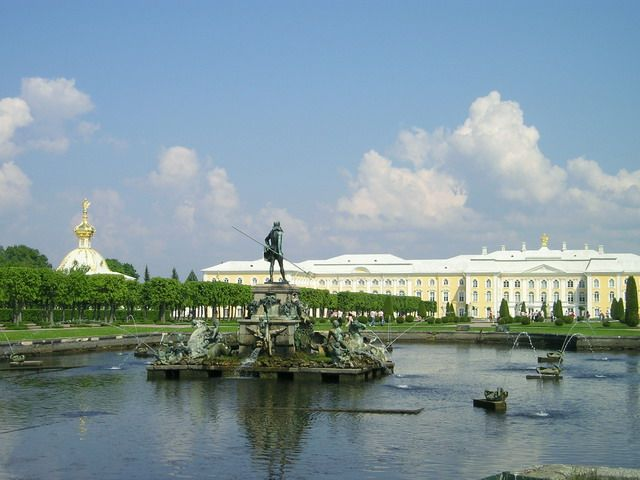
Петергоф, Верхній сад
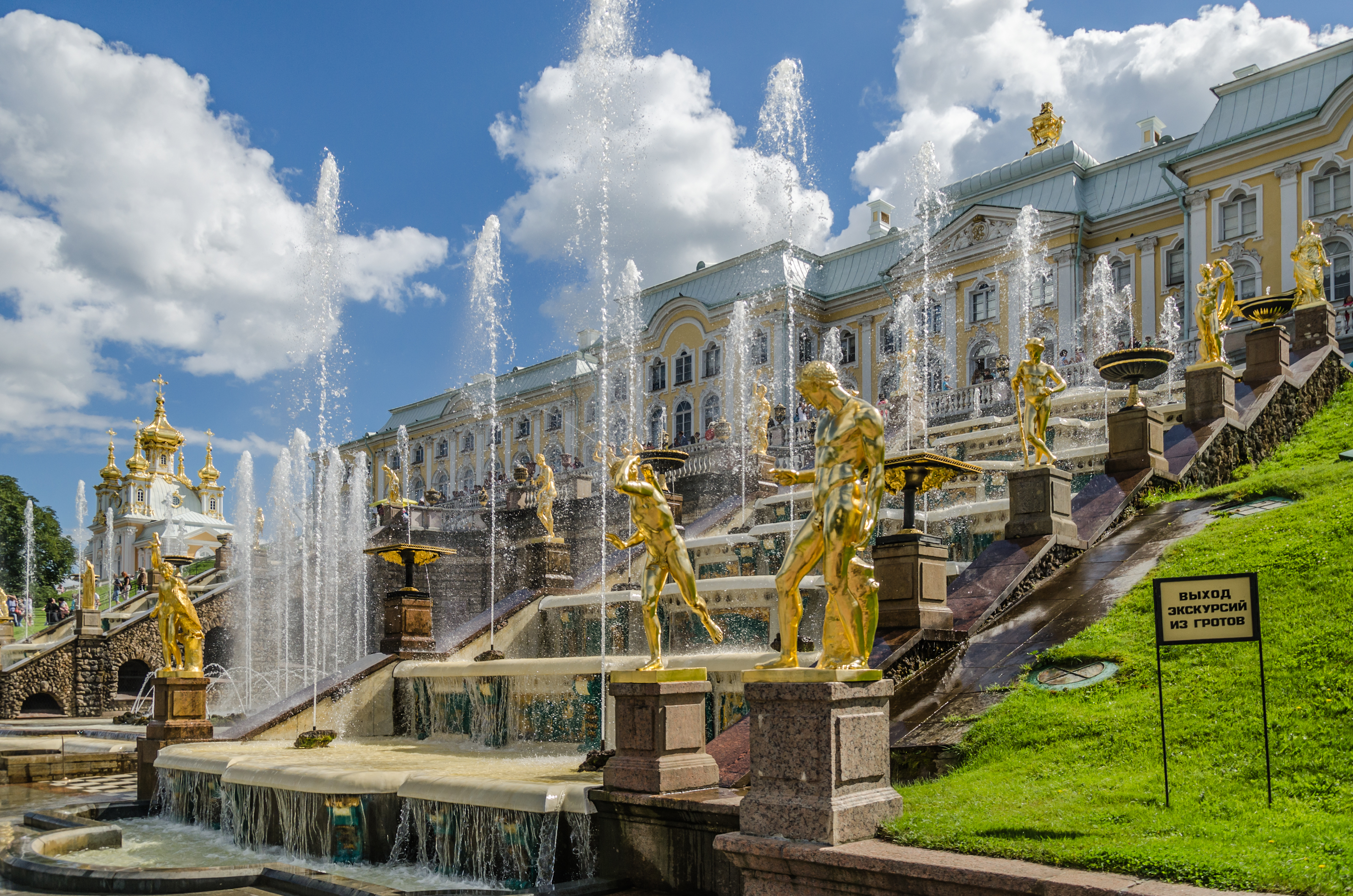
Петергоф, палац і Великий каскад

## Коротке царювання Петра ІІІ, 1762 рік
Царювання його було надто коротким. За місяці роботи архітектор встиг тільки доопрацювати деякі свої твори. Тим не менше його знали за попередніми творами і вперше нагородили. Архітектор Франческо Бартоломео Растреллі у 1761 році отримав орден Святої Анни та звання генерал-майора. Це були перші нагороди архітектора, якому було вже за 60…

## Відставка, майже опала
Нова імператриця Катерина ІІ добре знала архітектора, що вельми плідно прислужив Єлизаветі, яку вона ненавиділа. Місця для майстра Растреллі при її дворі не знайшлося і він отримав відставку. Тоді і з'явився сумний документ-перелік творів Растреллі за роки життя. Можливо, це чернетка для прохання або лист до нового господаря: «№ 1. Після приїзду (в Петербург) я накреслив ген. план місцезнаходження мизи Стрельна, а також почав творити модель регулярного парку-саду з перспективою на море…»
"№ 12. Я побудував на великій ринковій площі, поблизу головних воріт Кремля, дерев'яний театр на кам'яних підмурках із чотирма ярусами лож…"
"№ 21. Повернувшись з Москви я почав будувати споруду Монастиря для шляхетних дівиць, який мав 120 келій, приміщення для пані настоятельниці з великою трапезною… (мова про Смольний монастир)".
«№ 35. В Царському Селі, улюбленій резиденції імператриці Єлизавети, що за 36 верст від Петербурга, я збудував великий кам'яний палац на три поверхи, фасад якого має 130 туаз, тобто сім англійських футів в одному туазі (це 300 сучасних метрів…)»
|                                                   |                                                             |                                                |                                                   |
| «Катерининський палац, Царське Село» В. Растреллі | «Царське Село, павільйон Грот, садовий фасад.» В. Растреллі | «Воронцовський палац (Петербург)» В. Растреллі | «Строгановський палац, велика зала.» В. Растреллі |

## Останні роки і смерть
Він встиг ще трохи попрацювати у Бірона в Курляндії, але там не було ні спокою, ні твердого заробітку. Ненадовго він повернувся у Петербург, де таки отримав честь стати вільним членом Академії мистецтв. Растреллі віддав державі 48 років життя і його клопотання про надання йому пенсії задовольнили, але архітектор помер. Був похований в Петербурзі, могила не збережена.

## Креслення архітектора Растреллі

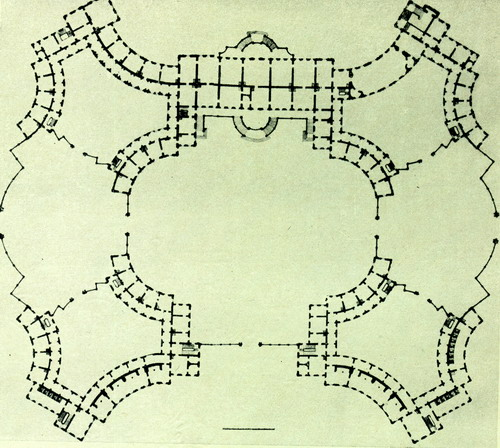
Проєкт палацу (не здійснено), до 1749 року.

Велику естетичну і мистецьку вартість мали креслення архітектора: їх збирали, купували і копіювали роками ще за життя митця. Дослідникам відомо, що декілька креслень Растреллі придбав граф Петро Шеремєтєв і розмістив в особливій залі садиби Кусково — у павільйоні Італійський будиночок. Вони стосувались будівель Царського Села, їх показували гостям як родзинки збірки.
Креслення архітектора розійшлися світом і їх зберігають у музеях Польщі, Австрії, Росії та інших провідних музеях Європи. Саме з Австрії реставратори Києва отримали копії креслень Растреллі для проведення ремонтно-відновлювальних робіт в церкві Андрія Першозванного.

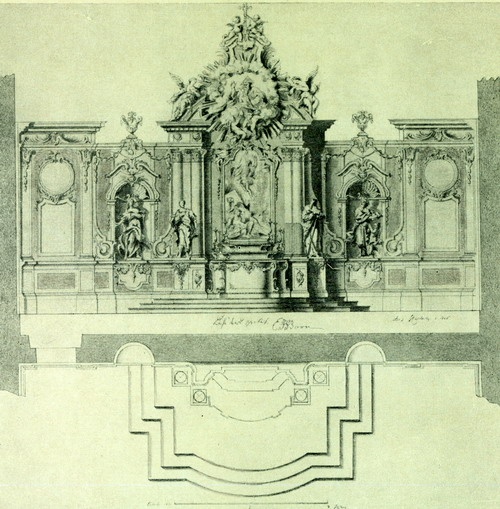
вівтар для палацової церкви в Мітаві, 1736 р.
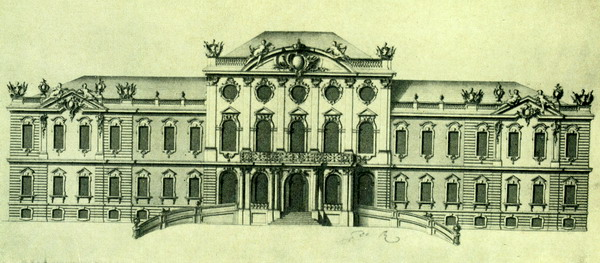
Палац в селі Покровському, фасад, 1752 р.
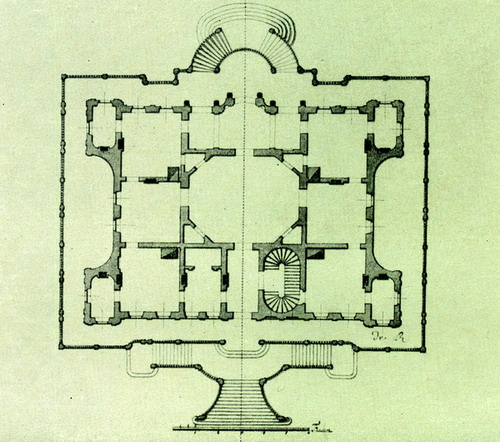
Дача Сіверса на Петергофському шляху, план, 1759 р.
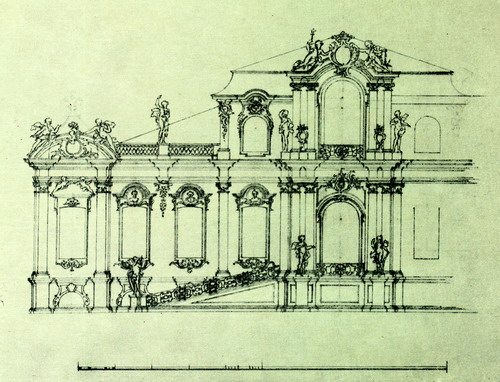
Дача Сіверса, малюнок фасаду в розробці, 1759 р.
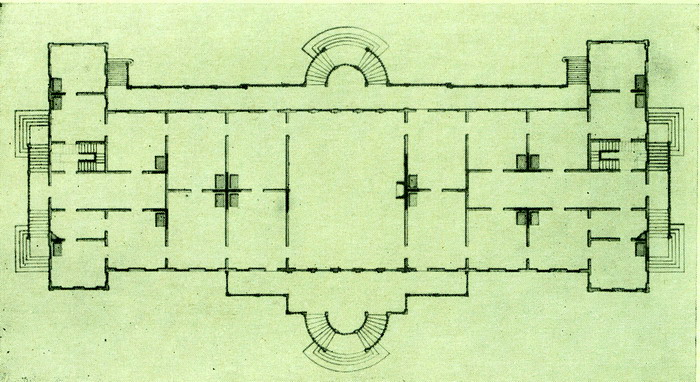
Палац Єлизавети в селі Перово, план, 1747 р.
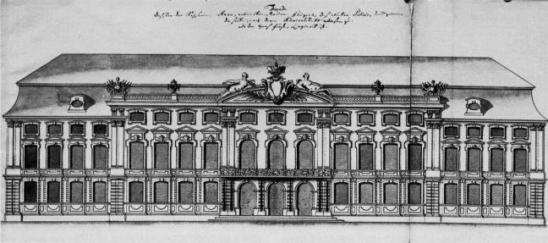
Зимовий палац для Анни Іванівни, фасад на Неву
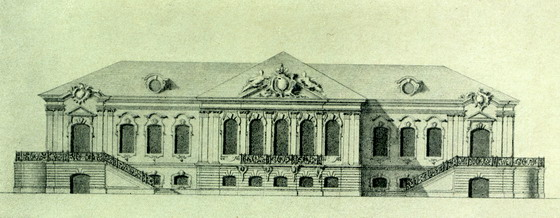
Подорожній палац Середня рогатка, фасад,1754 р.
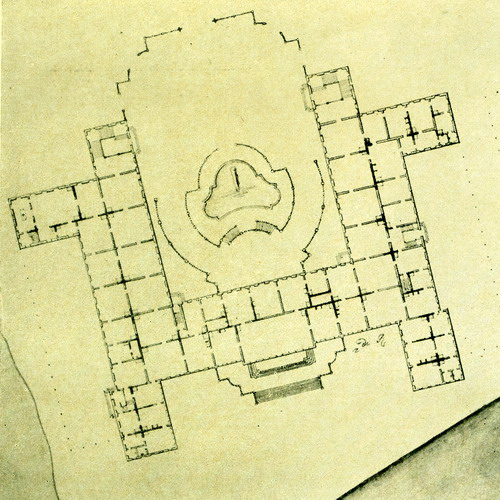
Літній палац, 2-й Літній сад, проєкт,1741 р.
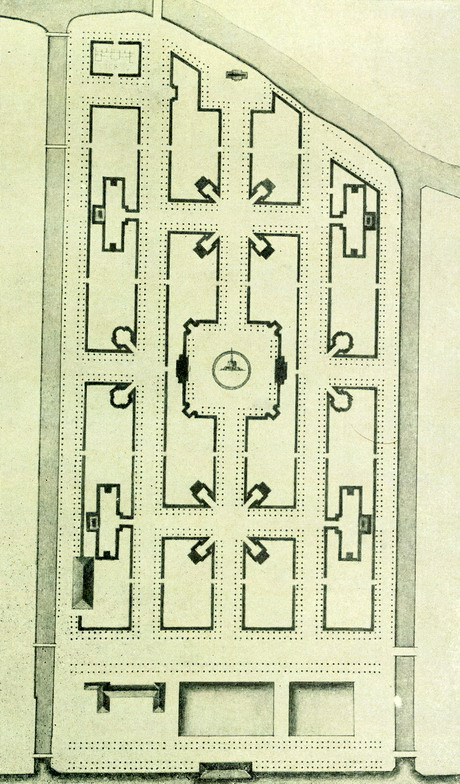
Проєкт ділянки саду Променад, 1740 р.
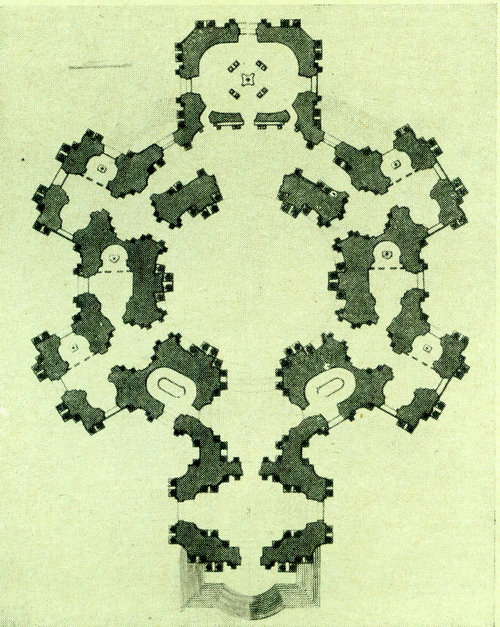
Церква Св. Трійці, план, до 1748 р.

## Посмертна слава
Культова фігура російського бароко. Гравюри з краєвидами Царського Села розійшлися ще при житті Растреллі Європою. Декотрі з них в збірках України і Німеччини.
- В Царському Селі встановили погруддя Растреллі.
- На Манежній площі Петербурга встановили друге погруддя уславленого архітектора.
- У 1972 р. знято документальну кінострічку «Архітектор Растреллі» (режисер Марія Клігман, Леннаучфільм, Росія).
- Одна з площ Петербурга отримала назву площа Растреллі.
- Назву «Растеллі» (Rastrelli) носить квартет російських віолончелістів, серед яких Кирило Кравцов, Михайло Дєгтярьов, Кирило Тимофєєв, Сергій Драбкін. Квартет працює у Німеччині і грає музику від доби бароко до сучасної.